# بيادة (هشيوار)
بيادة (بالفارسية: بیاده) هي قرية تقع في إيران في البلدة المركزية. يقدر عدد سكانها بـ 640 نسمة بحسب إحصاء 2016.